# فورموسا، گوییاس
فورموسا (به پرتغالی: Formosa) یک شهر در برزیل است که در گوییاس واقع شده‌است.

## خصوصیات
فورموسا ۵٬۸۰۶٫۸۹ کیلومترمربع مساحت و ۱۰۰٬۰۸۴ نفر جمعیت دارد و ۹۱۶ متر بالاتر از سطح دریا واقع شده‌است.